# Apogonia cuprina
Apogonia cuprina är en skalbaggsart som beskrevs av Moser 1913. Apogonia cuprina ingår i släktet Apogonia och familjen Melolonthidae. Inga underarter finns listade i Catalogue of Life.